# Saint-Mathieu-de-Tréviers
Saint-Mathieu-de-Tréviers är en kommun i departementet Hérault i regionen Occitanien i södra Frankrike. Kommunen ligger i kantonen Les Matelles som tillhör arrondissementet Montpellier. År 2022 hade Saint-Mathieu-de-Tréviers 4 869 invånare.

## Befolkningsutveckling
Antalet invånare i kommunen Saint-Mathieu-de-Tréviers
Referens:INSEE